# Фактологичность
Фактологичность: десять причин, по которым мы ошибаемся в отношении мира, и почему все лучше, чем вы думаете (англ. Factfulness: Ten Reasons We're Wrong About the World – and Why Things Are Better Than You Think) ― книга шведского врача, профессора Каролинского института Ханса Рослинга. Книга написана им совместно с сыном и его женой. Книга была опубликована посмертно через год после смерти Ханса Рослинга от рака поджелудочной железы.

## Обзор
В своей книге Ханс Рослинг пишет , что подавляющее большинство людей ошибаются относительно состояния современного мира. Эти люди, по мнению автора книги, полагают что мир беднее, менее здоровый и более опасный, чем он есть на самом деле.
Рослинг разделяет современный мир на четыре уровня, основанном на уровне дохода, и описывает десять заблуждений, которые мешают нам увидеть реальный прогресс в мире.
Рослинг критикует идею разделения мира на «развитый мир» и «развивающийся мир», называя это устаревшим взглядом. Он показывает, что сегодня большинство стран «развиты». Вместо этого он предлагает модель из четырех категорий, основанную на доходе на человека (с поправкой на разницу в ценах):
- Уровень 1: менее 2 долларов в день
- Уровень 2: 2-8 долларов в день
- Уровень 3: 8-32 доллара в день
- Уровень 4: $ 32 + в день

Ханс Рослинг пишет, что большинство стран в мире находятся на втором и третьем уровнях своего развития. Некоторые избранные страны находятся на Уровне 1 и Уровне 4.
В книге также подчеркивается, что многие люди думают, что мир становится хуже, хотя на самом деле это не так. В книге приводятся данные опроса, где говорится, что из более чем 10 000 участников опроса 80 % знают об окружающем мире меньше, чем «шимпанзе», то-есть знаний у них о нашем мире находится на минимуме, и ответы на опрос они дают фактически наугад. Авторы утверждают, что это доказывает, что современные средства массовой информации дают искаженные данные об окружающем мире. По словам авторов, СМИ описывают мир тенденциозно, специально отбирая материалы для публикации, чтобы заставить людей думать, что мир становится хуже.

## Критика
Шведский профессор Кристиан Берггрен подверг сомнению утверждения авторов и предположил, что собственное мышление Рослинга свидетельствует о предвзятости к поллианнизму. В частности, Берггрен раскритиковал авторов за недооценку важности европейского миграционного кризиса, воздействия антропоцена на окружающую среду и продолжающегося роста мирового населения. Берггрен выражает обеспокоенность тем, что упрощенное мировоззрение, предлагаемое в этой книге, может иметь серьезные последствия.
Билл Гейтс назвал эту книгу одной из пяти книг, которые он предложил прочитать летом 2018 года. В интервью журналу «Time» Гейтс заявляет, что «Фактологичность» «предлагает ясный, действенный совет, как преодолеть наши врожденные предубеждения и взглянуть на мир более реалистично».

## Издание на русском языке
Книга была издана в России в 2020 году.